# 笼形复合物
笼形复合物是晶格中包含或包围其他分子所构成的化学物质。传统上，笼形复合物由聚合物完全包围客体分子构成，但现在也可以指主客体复合物和包合物。根据國際純化學和應用化學聯合會定义，笼形复合物是“客体分子在主体分子或其晶格所构成的笼中”的包合物。

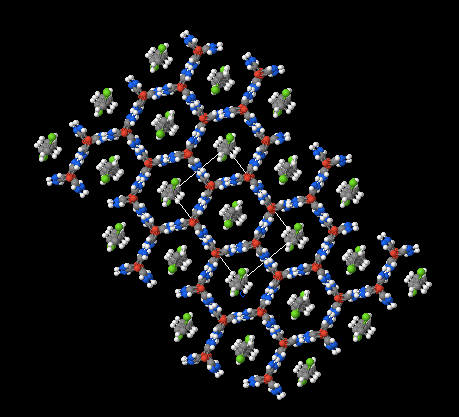
尿素和1,6-二氯己烷（3:1）构成的笼状化合物。其中，骨架是由尿素分子通过氢键构成的，留下的六边形空间中填充了二氯己烷。颜色方案：氧：红色，氮：蓝色，氯：绿色。

## 存在与应用前景
传统的笼形复合物指的是聚合物包裹客体分子。近年来，这个词可以指多种主体分子，包括杯芳烃和环糊精，以及某些无机聚合物如沸石等。自然界的二氧化硅矿物——千叶石在日本报道。
许多包合物都源自有机氢键骨架。这些框架是能够自组装的分子通过多氢键制备的。笼形复合物是甲烷水合物，其中氢键骨架由水构成，客体分子为甲烷。大量甲烷以这种形式存在于永久冻土和海床。其他氢键网络由对苯二酚、尿素和硫脲衍生。Dianin化合物也常被研究。 

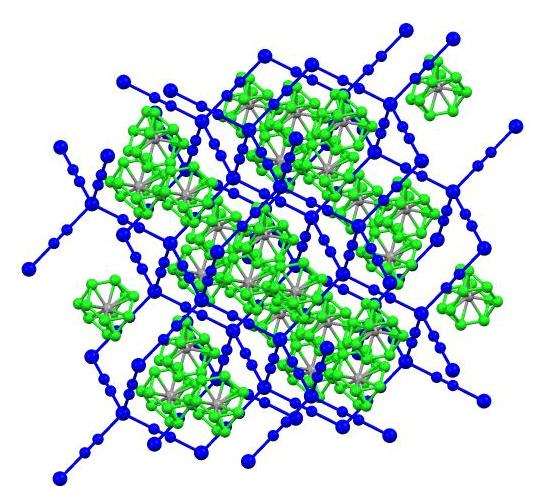
Cd(CN)_{2}·CCl_{4}:氰化镉框架(蓝色)包裹四氯化碳(碳：灰色；无序的氯：绿色)作为客体。

霍夫曼化合物（Ni(CN)4·Ni(NH3)2）是配位聚合物。这些材料可以吸附小的芳香化合物客体(苯或特定取代位的二甲苯)，这种选择性，已经在商业上得到运用。金属有机框架材料（MOF）也能形成笼合物。

MOF-5，金属有机物框架的例子：黄色的区域表示的空腔。

光敏的笼形复合物已经作为定向给药的容器。

## 研究历史

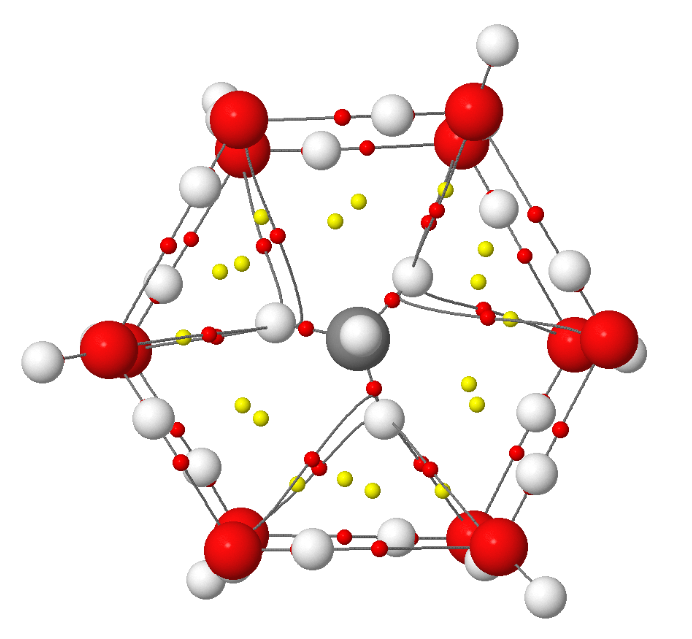
甲烷水合物团簇的笼形结构

笼形水合物在1810年由汉弗里·戴维发现。笼形复合物在1927年、1930年由P.Pfeiffer研究。E.赫特尔定义“分子构成的化合物”为可以按照质量作用定律在溶液或气相分解为独立成分的物质。1945年，H.M.鲍威尔分析了这些化合物的晶体结构，将它们命名为笼形复合物。

## 相关材料
包合物大多是分子，而笼形复合物通常是的聚合物。层间复合物与笼形复合物不同之处在于它并不是在三维空间包括客体分子的。